# Bogárdi Mihály
Bogárdi Mihály (Budapest, 1925. január 9. – Budapest, 2011. május 24.) magyar gyermekgyógyász, elektroenkefalográfus, újságíró.

## Életpályája
Dédapja tiszafüredi orvos volt, egyik dédanyja pedig a Pesti egyetemen szerzett 1844-ben szülésznői oklevelet. Anyja Menczer Erzsébet volt. Apja, dr. Bogárdi Iván (1893–1945) a Magyar Királyi Állami Gyermekmenhely (ma Heim Pál Gyermekkórház) laboratóriumának főorvosaként dolgozott, 1945-ben a nyilasok elhurcolták.
1935 és 1943 között a Tanárképző Intézet Gyakorló Gimnáziumába járt, majd a második világháború után beiratkozott a Budapesti Orvostudományi Egyetemre, ahol 1950-ben szerzett orvosi oklevelet. 20 éven át - 1949-től egészen 1969-ig - a Heim Pál Gyermekkórházban működött, kezdetben a kórbonctani osztályon, majd minden osztályon hosszabb–rövidebb ideig. 1969-től 2 éven át a Madarász utcai gyermekkórház igazgató-helyettese volt, majd 1986-ig az Újpesti Kórház gyermekosztályának vezető főorvosa. Mindeközben a Csepeli és fél éven át a Tatabányai kórház osztályvezetője volt, a Kispesti Gyermekrendelőben pedig igazgató főorvosként működött.
1952 és 1980 között a Magyar Gyermekorvosok Társasága elnökségének is tagja volt. Több évtizeden keresztül a Fővárosi Egészségügyi Albizottságban működött. 1967-től 40 éven át gyógyította a MÚOSZ tagjainak gyermekeit, 1998-tól kezdve volt a MÚOSZ tagja.
Halálának pontos időpontja kérdéses, ugyanis a temetés napja 2011. május 24-én volt.
2011. június 11-én temették el a Fiumei úti sírkertben (58-Jobb-Jobb/7).

## Művei
- Nagylányok iskolája. Székely Lajossal. Budapest, 1973, Magyar Vöröskereszt.
- A családi élet iskolája lányoknak. Tudnivalók és tanácsok nagylányok számára. Körmendy Istvánnal és Székely Lajossal. Bp., 1988, Magyar Vöröskereszt.
- Beteg a gyermekünk!. Egyszerűsített gyermekgyógyászat aggódó mamák, papák és kétségbeesett nagyszülők számára. Budapest, 1999, Medicina.